# جومپی آرای
جومپی آرای (ژاپنی: 新井 純平؛ زادهٔ ۲۲ ژوئیهٔ ۱۹۸۹) یک بازیکن فوتبال اهل ژاپن است.
از باشگاه‌هایی که در آن بازی کرده‌است می‌توان به باشگاه فوتبال گراونز کیتاکیوشو و باشگاه فوتبال ناگانو پارسیرو اشاره کرد.